# Draganți, Burgas
Draganți (în bulgară Драганци) este un sat în comuna Karnobat, regiunea Burgas,  Bulgaria. 

## Demografie
Componența etnică a satului Draganți
     Bulgari (92,14%)
     Romi (5%)
     Nicio identificare (0%)
     Altele (2,85%)
La recensământul din 2011, populația satului Draganți era de 140 locuitori. Din punct de vedere etnic, majoritatea locuitorilor (92,14%) erau bulgari, cu o minoritate de romi (5%). Pentru 0% din locuitori nu este cunoscută apartenența etnică.